# Michaela Abrhámová

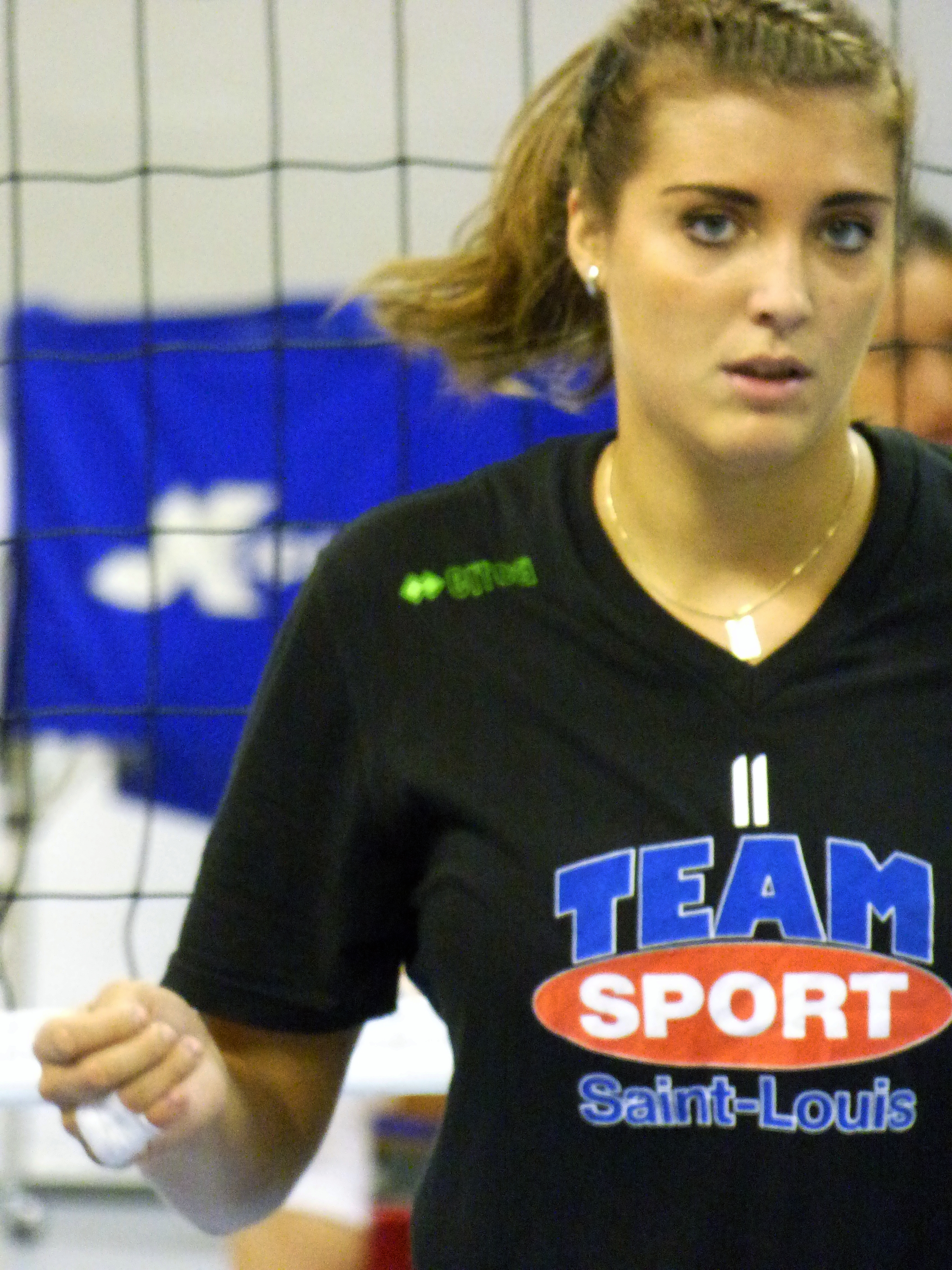
Michaela Abrhámová (2017)

Michaela Abrhámová (* 31. August 1993 in Bratislava) ist eine ehemalige slowakische Volleyballspielerin.

## Karriere
Michaela Abrhámová begann ihre Karriere in ihrer Heimatstadt Bratislava und konnte zwischen 2010 und 2014 mit VC FTVS UK Bratislava zwei slowakische Meisterschaften und drei Pokalsiege feiern. Danach verließ sie die Slowakei und wechselte in die deutlich stärkere französische Ligue A. Dort gewann sie in der Saison 2014/15 mit Entente Sportive Le Cannet-Rocheville den französischen Pokal und wurde französische Vizemeisterin. Nach nur einen Jahr wechselte sie innerhalb der Ligue A zu Saint-Raphaël Var Volley-Ball. 
Mit der Mannschaft aus der französischen Gemeinde Saint-Raphaël konnte sie den französischen Meistertitel gewinnen und spielte dadurch in der darauffolgenden Saison mit ihrer Mannschaft in der Volleyball Champions League 2016/17, wo man nach der Gruppenphase mit null Punkten aus dem Wettbewerb ausschied. Nach einer Saison bei ASPTT Mulhouse kehrte sie zur Saison 2018/19 zu Saint-Raphaël Var Volley-Ball zurück und gewann mit der Mannschaft den französischen Pokal. Zur darauffolgenden Saison kehrte sie nach Le Cannet zurück und schloss sich Volero Le Cannet an, wo sie zwei Spielzeiten verbrachte. Zur Saison 2021/22 wechselte sie zu Municipal olympique Mougins Volley-ball in die „Élite“ genannte zweithöchste Liga im französischen Frauen-Volleyball. Nachdem sich der Klub nach der Saison 2022/23 aufgelöst hatte, beendete auch Abrhámová ihre Karriere.
Für die slowakische Nationalmannschaft nahm Abrhámová zwischen 2013 und 2023 sechs Mal an einer Europameisterschaft teil. Die Europameisterschaft 2023 war ihr letztes großes Turnier als aktive und im Achtelfinale gegen Bulgarien, welches man nach 2:0-Satzführung noch mit 2:3 verlor, absolvierte sie ihr letztes Volleyballspiel.